# Marmortandvaktel
Marmortandvaktel (Odontophorus gujanensis) är en fågel i familjen tofsvaktlar inom ordningen hönsfåglar.

## Utseende
Marmortandvakteln är en medelstor (23–29 cm) och brun vaktelliknande fågel. Fjäderdräkten är enfärgad, med utmärkande röd eller orange ring av bar hud runt ögat och rödbrunt på den tofsförsedda hjässan.

## Utbredning och systematik
Marmortandvaktel delas in i åtta underarter med följande utbredning:
- Odontophorus gujanensis castigatus – förekommer i sydvästra Costa Rica (och möjligen västra Panama)
- Odontophorus gujanensis marmoratus – förekommer i östra Panama, norra Colombia och nordvästra Venezuela
- Odontophorus gujanensis gujanensis – förekommer från sydöstra Venezuela till Guyana, Brasilien och allra nordöstra Paraguay
- Odontophorus gujanensis medius – förekommer i södra Venezuela och nordvästra Brasilien
- Odontophorus gujanensis buckleyi – förekommer från foten östra Andernas berg i Colombia till östra Ecuador och norra Peru
- Odontophorus gujanensis rufogularis – förekommer i nordöstra Peru (övre Río Javarí)
- Odontophorus gujanensis pachyrhynchus – förekommer i östra centrala Peru (Junín och Ayacucho)
- Odontophorus gujanensis simonsi – förekommer i tropiska östra Bolivia

## Status
Arten tros påverkas negativt av avskogningen i Amazonområdet. Internationella naturvårdsunionen IUCN listar den dock numera som livskraftig.